# Geron simplicipennis
Geron simplicipennis är en tvåvingeart som beskrevs av Greathead 1967. Geron simplicipennis ingår i släktet Geron och familjen svävflugor. Inga underarter finns listade i Catalogue of Life.